# Pleuroprion iturupicum
Pleuroprion iturupicum là một loài chân đều trong họ Antarcturidae. Loài này được Kussakin & Mezhov miêu tả khoa học năm 1979.